# Albrecht von Kameke
Albrecht Eduard von Kameke (* 15. April 1831 in Lustebuhr, Pommern; † 30. Mai 1897 in Berlin) war ein deutscher Gutsbesitzer und Politiker.

## Leben
Albrecht von Kameke war ein Sohn des Gutsbesitzers Karl von Kameke auf Lustebuhr. Er besuchte die Kadettenanstalt in Kulm und das Gymnasiums in Köslin. Nach dem Abitur studierte er an der Rheinischen Friedrich-Wilhelms-Universität  Rechtswissenschaft, 1852 wurde er im Corps Borussia Bonn recipiert. Mit ihm aktiv waren Hans von Oppersdorff, Valerius von Rothkirch und Panthen, Guido von Kessel, Hugo von Eickstedt, Richard von Below, Ludwig zu Sayn-Wittgenstein-Hohenstein, Johannes von Saurma und Felix von Behr-Bandelin. Später übernahm Kameke die Bewirtschaftung der Güter Gersin, Warnin und Lustebuhr. Er war Generallandschaftsdirektor von Pommern und vertrat 1870–1873 den Wahlkreis Köslin 4 (Fürstentum Köslin) im Preußischen Abgeordnetenhaus. Seit 1885 gehörte er dem Provinziallandtag der Provinz Pommern an.